# 코로네이션 스트리트
코로네이션 스트리트(영어: Coronation Street)는 영국의 텔레비전 네트워크 ITV에서 방송된 연속극이다. 1960년 12월 9일 첫 방송을 하였고, 2009년 2월 7000회를 돌파한 세계 최장수 텔레비전 연속극이다. 그레이터맨체스터주의 가상 도시 웨더필드의 주민들을 다룬다. ITV에서 월, 수, 금요일 오후에 하루 두 차례에 걸쳐 주 6회 방영하고, 디지털 방송 ITV3에서 재방송을 하고 있다.
처음 방영된 이래 영국에서 가장 성공한 상업 방송 프로그램으로 지금도 한화당 평균 800만 시청자 수를 자랑한다. 비평적으로도 영국 노동계급 동네의 모습을 사실적으로 묘사한 점에서 호평을 받았는데 이런 사실주의는 다른 영국 연속극에도 영향을 주었다.